# Estação Bondojito
A Estação Bondojito é uma das estações do Metrô da Cidade do México, situada na Cidade do México, entre a Estação Talismán e a Estação Consulado. Administrada pelo Sistema de Transporte Colectivo, faz parte da Linha 4.
Foi inaugurada em 29 de agosto de 1981. Localiza-se no cruzamento do Eixo 2 Oriente com a Rua Oriente 103 e o Eixo 3 Norte. Atende os bairros Bondojito e Tablas de San Agustín, situados na demarcação territorial de Gustavo A. Madero. A estação registrou um movimento de 2.459.781 passageiros em 2016.